# کردلر (اهر)
کردلر یکی از روستاهای استان آذربایجان شرقی است که در دهستان بزکش بخش مرکزی شهرستان اهر واقع شده‌است.این روستا ۴۱۶ نفر جمعیت دارد.